# Франшуа, Петер
Петер Франшуа (нидерл. Peter Franchoys, Peter Franchoijs, Peter Franchois, Peter François; 20 октября 1606, Мехелен — 11 августа 1654, там же) — южнонидерландский художник, иллюстратор книг и миниатюрист эпохи фламандского барокко.

## Биография
Искусству живописи обучался под руководством своего отца Лукаса Франшуа (Франхойса), позже у Герарда Зегерса в Антверпене.
В начале 1630-х годов совершил поездку по Франции, жил и творил в Фонтенбло (1631). В 1635 году вернулся в Мехелен.
В 1646 году был членом добровольной городской стражи или гражданской милиции. В 1649 году стал членом гильдии Святого Луки.
Был известен своими портретными работами и миниатюрными пейзажами с маленькими фигурками, которые привели в восхищение Эрцгерцога Леопольда Вильгельма Австрийского, для которого он впоследствии работал в течение многих лет. Выполнил ряд книжных иллюстраций.
Картины живописца имеются в коллекциях Эрмитажа (Санкт-Петербург) и собрании Западноевропейского искусства XVI—XIX вв. Серпуховского историко-художественного музея (Россия).
Его младший брат, Лукас, также был известным художником.